# 8941 Junsaito
A 8941 Junsaito (ideiglenes jelöléssel 1997 BL2) egy kisbolygó a Naprendszerben. Kobajasi Takao fedezte fel 1997. január 30-án.